# Weihwasserbecken

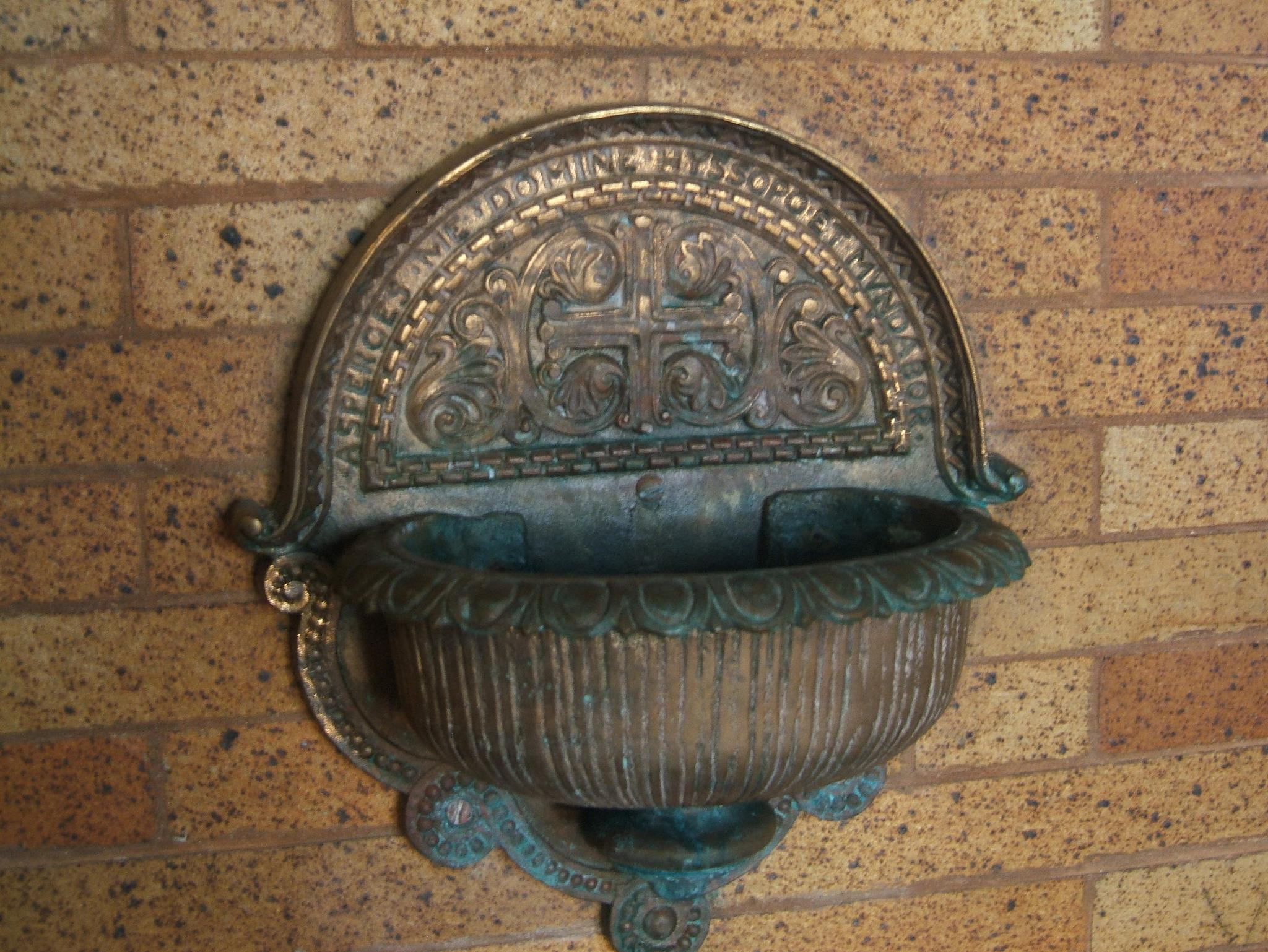
Weihwasserbecken mit der Inschrift Asperges me, Domine, hyssopo et mundabor aus Ps. 50

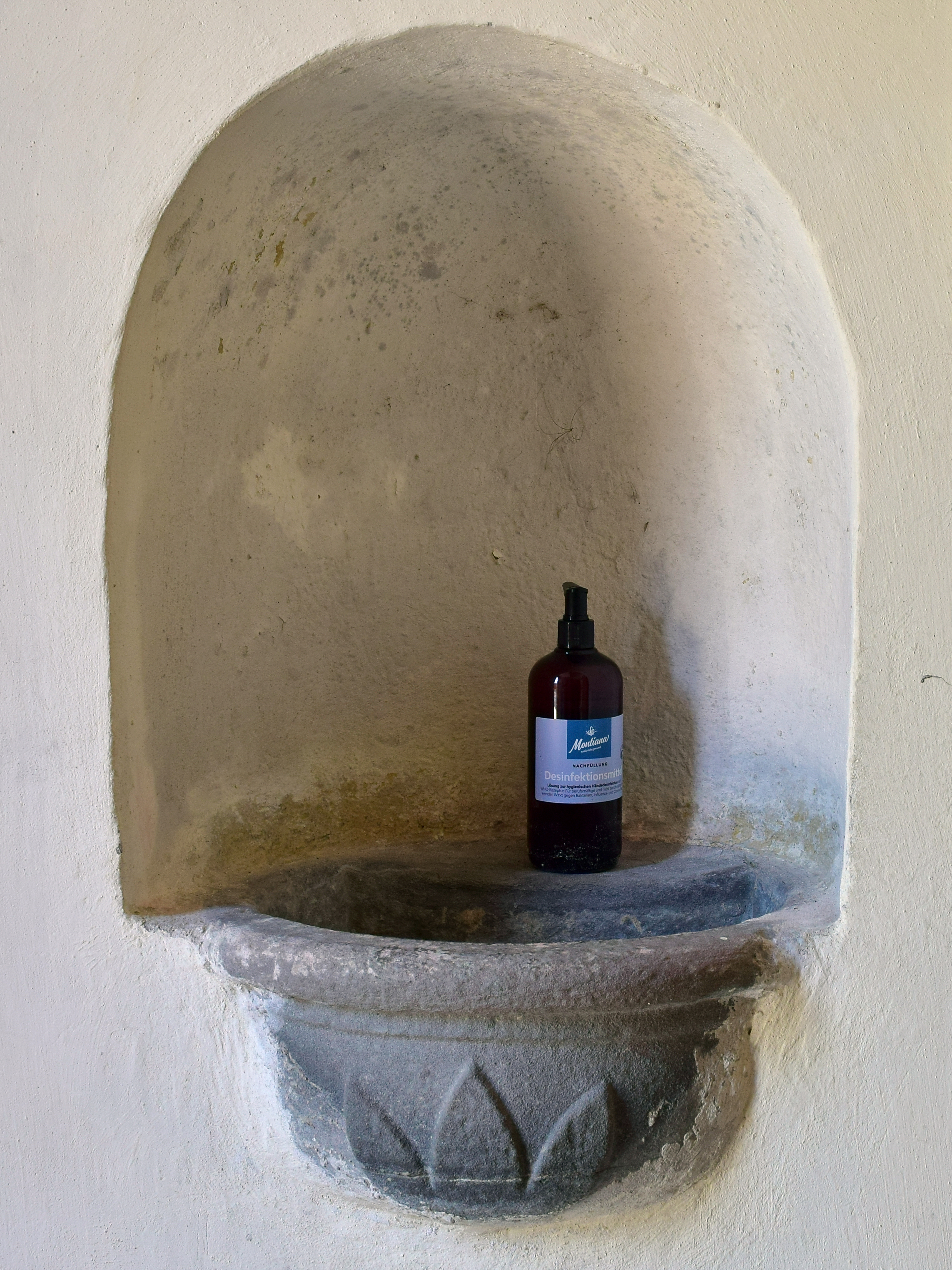
Weihwasserbecken mit Desinfektionsmittel während der Covid19-Pandemie

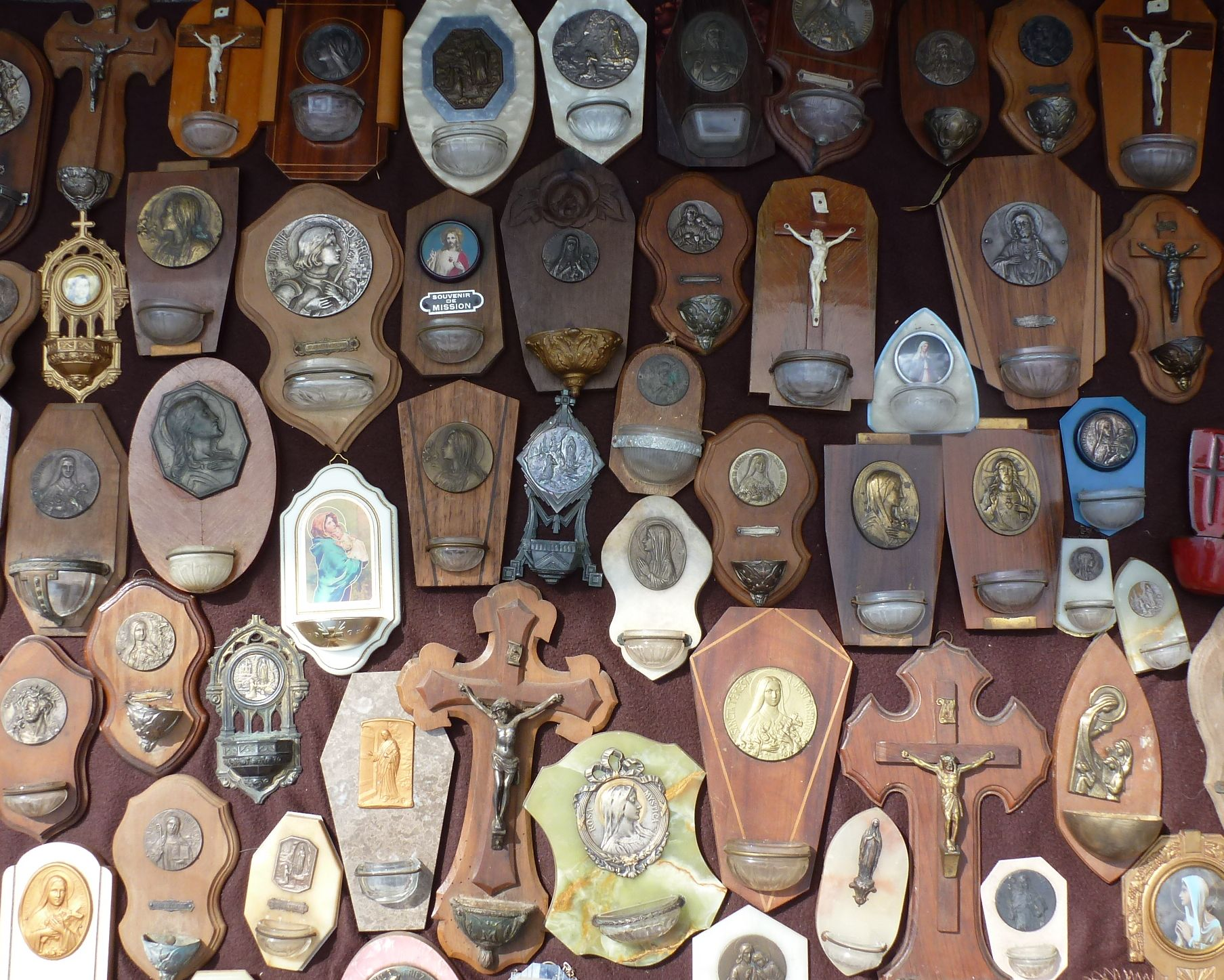
Weihwasserkessel im Devotionalienhandel

Weihwasserbecken (auch Kolymbion oder Colymbion) sind in der katholischen Kirche Gefäße zur Aufnahme von Weihwasser, einem Sakramentale. Sie finden sich bereits in romanischen Kirchen, können aus unterschiedlichen Materialien bestehen und verschiedene Formen haben. Einfache, zweckorientierte Behälter stehen neben hochstilisierten und figurenreichen Kunstwerken (besonders des Barock). Kleinere Weihwasserbecken, die im Haus verwendet werden, werden auch als Weihwasserkessel oder Weihbrunnkessel bezeichnet.

## Formen von Weihwasserbecken
Fast immer sind die Weihwasserbecken, etwa auf Ellenbogenhöhe, fest angebracht, nicht selten mit Wand oder Pfeiler eins. Hier und da gibt es freistehende Weihwasserbecken auf kleinen Säulen oder mit massivem Unterbau, und in manchen Kirchen, in denen sich der Taufstein an geeigneter Stelle befindet, ist dieser mit Weihwasser gefüllt.
Weihwasserbecken haben ihren Ort am Kircheneingang, an der Tür einer Klosterzelle oder auch in Privaträumen. Sie bieten das geweihte Wasser zum Benetzen der Finger für das Kreuzzeichen an, als Ritus der Vorbereitung zum Gebet und des Taufgedächtnisses.
Die gelegentliche Rotfärbung des Bodens von Weihwasserbecken wird von der Blutregenalge hervorgerufen. Becken mit Wasser zur symbolischen Reinigung vor Betreten eines Heiligtums oder Tempels (περιρραντήριον perirrhantérion, ἁγιστήριον hagistérion, λουτήριον loutérion) gab es bereits in der griechischen Antike.
Im Rahmen der Hygieneregeln wegen der COVID-19-Pandemie wurden 2020 viele Weihwasserbecken gesperrt und geleert, um die Übertragung von Keimen zwischen Personen zu vermeiden.